# Nagavakulam
Nagavakulam (o Nayanakulam) è una suddivisione dell'India, classificata come town panchayat, di 17.579 abitanti, situata nel distretto di Madurai, nello stato federato del Tamil Nadu. In base al numero di abitanti la città rientra nella classe IV (da 10.000 a 19.999 persone).

## Geografia fisica
La città è situata a 09° 57' 46 N e 78° 08' 21 E.

## Società

### Evoluzione demografica
Al censimento del 2001 la popolazione di Nagavakulam assommava a 17.579 persone, delle quali 8.967 maschi e 8.612 femmine. I bambini di età inferiore o uguale ai sei anni assommavano a 1.200, dei quali 583 maschi e 617 femmine. Infine, coloro che erano in grado di saper almeno leggere e scrivere erano 14.048, dei quali 7.446 maschi e 6.602 femmine.